# Le Canard enchaîné
«Канáр аншенé» (фр. Le Canard enchaîné; укр. Прикута качка) — французька щотижнева сатирична газета, яка виходить щосереди. Газета є одним із найстаріших видань французької преси, а також найстарішим сатиричним виданням, яке досі існує. Штаб-квартира знаходиться в Парижі.
Le Canard enchainé унікальна тим, що її капітал заблокований, аби захистити незалежність. Газета не публікує жодної реклами і є приватним виданням, а її статут вимагає, щоб акціями володіли виключно працівники.

## Історія
Заснована за часів Першої світової війни 1915 року Морісом та Жанною Марешалями з допомогою Анрі-Поля Дейво-Гасьє. Назва походить від щоденної газети Жоржа Клемансо L'homme libre (укр. Вільна людина), яка відкрито критикувала уряд за часів Першої світової війни. Під час війни газета зазнала цензури, тож назву було змінено на L'Homme enchaîné (укр. Прикута людина). Натхненні цією назвою, журналісти Моріс і Жанна Марешаль з допомогою карикатуриста Анрі-Поля Дейво-Гасьє вирішили створити та назвати власну газету Le Canard enchaîné, що означає «Прикута качка». До того ж, canard (укр. качка) — це слово, що у розмовній французькій мові означає «газета»; це також було відсиланням до французьких журналів, які публікували солдати під час Першої світової війни. Перший номер вийшов 10 вересня 1915 року.
Після Першої світової війни назву ненадовго було змінено на Le Canard Déchaîné (укр. Качка, що вийшла з-під контролю), щоб відсвяткувати кінець військової цензури на пресу. У 1920 році газета повернула собі назву Le Canard enchaîné.
За часів Другої світової війни газета призупинила випуск. Видання було відновлено у 1944 році після звільнення Парижа.
З 1960-х років газета почала вести журналістські розслідування та розкрила низку скандальних справ.
У 2018 році Le Canard enchaîné продавалася накладом у 340.000 примірників. Наразі тираж газети складається із 230.000 примірників.

### Електронна версія
У 2020 році, під час пандемії коронавірусу, газета уперше вийшла в електронному форматі.
Газета також має сторінку у Фейсбуці, Твіттері та Інстаграмі.

## Директори
- Моріс Марешаль (співзасновник) — з 1915 по 1940 рік
- Жанна Марешаль (співзасновниця) — з 1944 по 1953 рік
- Ернест Рейно — з 1953 по 1969 рік
- Роже Фрессо — з 1969 по 1992 рік
- Мішель Гайяр — з 1992 по 2017 рік
- Ніколя Брімо — з 2017 по 2023 рік
- Жан Франсуа Жюльяр — з 2024 року[2]

## Формат та ціна
Le Canard enchaîné має фіксований макет із восьми сторінок. Сторінки 1, 3-4 та 8 — це переважно новини та редакційні статті. Сторінка 2 містить анекдоти зі світу політики та бізнесу. Сторінки 5-7 присвячені соціальним питанням, загальному гумору та сатирі, а також літературній, театральній та кінокритиці.
Газета є однією з небагатьох у Франції, ціна якої не зростала з 1991 по 2021 рік і становила 1,20 євро. З 2021 по 2024 рік ціна зросла до 1,50 євро. З лютого 2024 року один номер коштує 1,80 євро.